# Gianni De Biasi
Giovanni „Gianni“ De Biasi (* 16. Juni 1956 in Sarmede) ist ein ehemaliger italienischer Fußballspieler und heutiger -trainer. Er trainierte von 2011 bis 2017 die albanische Fußballnationalmannschaft und hat als solcher die albanische Staatsbürgerschaft erhalten. Seit 2020 ist De Biasi Trainer der aserbaidschanischen Fußballnationalmannschaft.

## Spielerkarriere

### Die ersten Jahre
De Biasi startete als Mittelfeldspieler seine Karriere als Fußballprofi bei Inter Mailand. Obwohl er dort drei Jahre unter Vertrag stand, bestritt er kein einziges Ligaspiel für die „Nerazurri“. Nachdem er in seiner ersten Saison ohne Einsatz geblieben war, wurde er an Serie-C-Klub AC Reggiana ausgeliehen. Dort konnte er erstmals sein Talent andeuten. Im darauffolgenden Jahr wurde er erneut verliehen – diesmal an Serie-A-Verein Pescara Calcio. Auch dort gelang es ihm, auf über 20 Einsätze zu kommen. Da er keine realistische Chance auf Einsätze in Inters Mannschaft hatte, wurde er schließlich 1978 verkauft.

### Brescia Calcio / US Palermo
In den folgenden fünf Jahren spielte De Biasi als Stammspieler bei Brescia Calcio – jedoch nur in einer Saison erstklassig. Im Jahre 1983 wechselte er zum sizilianischen Zweitligaklub SSC Palermo, dem er nach drei Jahren den Rücken kehrte, da der Verein aufgrund von finanziellen Problemen in die 3. Liga zwangsversetzt wurde.

### Die letzten Jahre
In der Saison 1986/87 schnürte er seine Schuhe für Vicenza Calcio, ehe er seine Karriere in der dritten Liga beim FBC Treviso ausklingen ließ. Zum Abschluss spielte er noch eine Saison für den Viertligisten Bassano Virtus. Mit 34 Jahren beendete er seine Laufbahn als aktiver Spieler.

## Trainerlaufbahn

### Erste Schritte im Traineralltag
Zunächst trainierte De Biasi Anfang der 1990er Jahre Jugendmannschaften, ehe er 1992 den Viertligisten Vastese Calcio übernahm. Die nächsten drei Jahre (bis 1996) verbrachte er als Trainer bei Serie-C-Klub Carpi. Im Sommer 1996 bekam er die Möglichkeit den AS Cosenza Calcio in der Serie B zu übernehmen, wurde dort jedoch am 25. Dezember des gleichen Jahres wieder entlassen.
Die nächsten beiden Spielzeiten verbrachte er bei SPAL Ferrara, mit denen er den Aufstieg aus der vierten in die dritte Liga erreichte.

### FC Modena / Brescia Calcio
In der Saison 1999/2000 scheiterte De Biasi mit seinem neuen Klub FC Modena noch am Aufstieg, doch dann führte er seine Mannschaft sensationell in einem direkten Durchmarsch von der dritten Liga in die Serie A – nach über 38 Jahren war der Verein wieder erstklassig. Die Saison 2002/03 schloss Modena dort auf dem 13. Rang ab.
Im Sommer 2003 entschied sich De Biasi dazu, wieder zu seinem Ex-Klub Brescia Calcio zurückzukehren, für den er fünf Jahre gespielt hatte. Dort trainierte er Roberto Baggio in dessen letzter Saison als aktiver Spieler. In der Saison 2004/05, die Brescia als Vorletzter abschloss und abstieg, wurde De Biasi entlassen.

### Mehrfach FC Turin und weitere Stationen
Nach seinem Rauswurf in Brescia übernahm er den Zweitligaklub FC Turin, den er auf Anhieb in die Serie A führte. Eigentlich wollte De Biasi auch die folgende Saison die Turiner trainieren, man entließ ihn jedoch drei Tage vor Saisonbeginn und verpflichtete Alberto Zaccheroni. In der Rückrunde wurde er dann nach Zaccheronis Entlassung zurückgeholt und bewahrte den FC vor dem drohenden Abstieg.
Im Oktober 2007 übernahm Gianni De Biasi das Amt vom glücklosen Spanier Abel Resino bei UD Levante. Es war sein erstes Auslands-Engagement nach 30 Jahren im italienischen Fußball. Dort soll er das Unmögliche möglich machen und den abgeschlagenen Tabellenletzten vor dem Abstieg bewahren. Dies wurde erschwert, da einige Spieler, unter ihnen seine italienischen Landsleute Marco Storari und Bruno Cirillo, ihre Verträge in der Winterpause auflösten, da Levante in finanzielle Schwierigkeiten gekommen war und noch einige Monatsgehälter ausstanden.
Im April 2008 gab auch De Biasi seine Geduld auf, da noch immer keine Gehälter von Levante ausgezahlt wurden, und trat als Trainer zurück. Anschließend kehrte De Biasi zu seinem Ex-Club FC Turin nach Italien zurück. Mit den Turinern schaffte er noch den Klassenerhalt.
Im Dezember 2009 übernahm De Biasi das Traineramt bei Udinese Calcio. Im Februar 2010 wurde er bei den Bianconeri durch Pasquale Marino abgelöst.

### Deportivo Alavés
Im September 2017 wurde bekannt, dass De Biasi Deportivo Alavés trainieren wird.

### Nationaltrainer
Am 14. Dezember 2011 wurde bekannt, dass De Biasi neuer Trainer der albanischen Nationalmannschaft wird und dazu einen Zweijahresvertrag unterschrieben hat. Er erklärte im Sommer 2012, der Spielbetrieb in der Serie A habe ihn angewidert. Er wolle Arbeit machen, für die er geachtet werde, und länger als Trainer von Nationalmannschaften tätig sei. Albanien sei ein guter Einstieg hierfür.
Im März 2015 wurde ihm die albanische Staatsbürgerschaft verliehen. Im Oktober 2015 gelang der von ihm trainierten albanischen Nationalmannschaft die Qualifikation für die EM 2016 und damit erstmals für ein großes Fußballturnier. 2017 beendete er sein Engagement bei der albanischen Nationalmannschaft. Im Juli 2020 wurde De Biasi als neuer Nationaltrainer der aserbaidschanischen Fußballnationalmannschaft vorgestellt.

## Erfolge
Als Trainer
- Aufstieg von der Serie C2 in die Serie C1 mit SPAL Ferrara – 1998/1999
- Aufstieg von der Serie C1 in die Serie B mit FC Modena – 2000/2001
- Aufstieg von der Serie B in die Serie A mit FC Modena – 2001/2002
- Aufstieg von der Serie B in die Serie A mit FC Turin – 2005/2006
- EM-2016: Qualifikation mit Albanien